# Usain Bolt

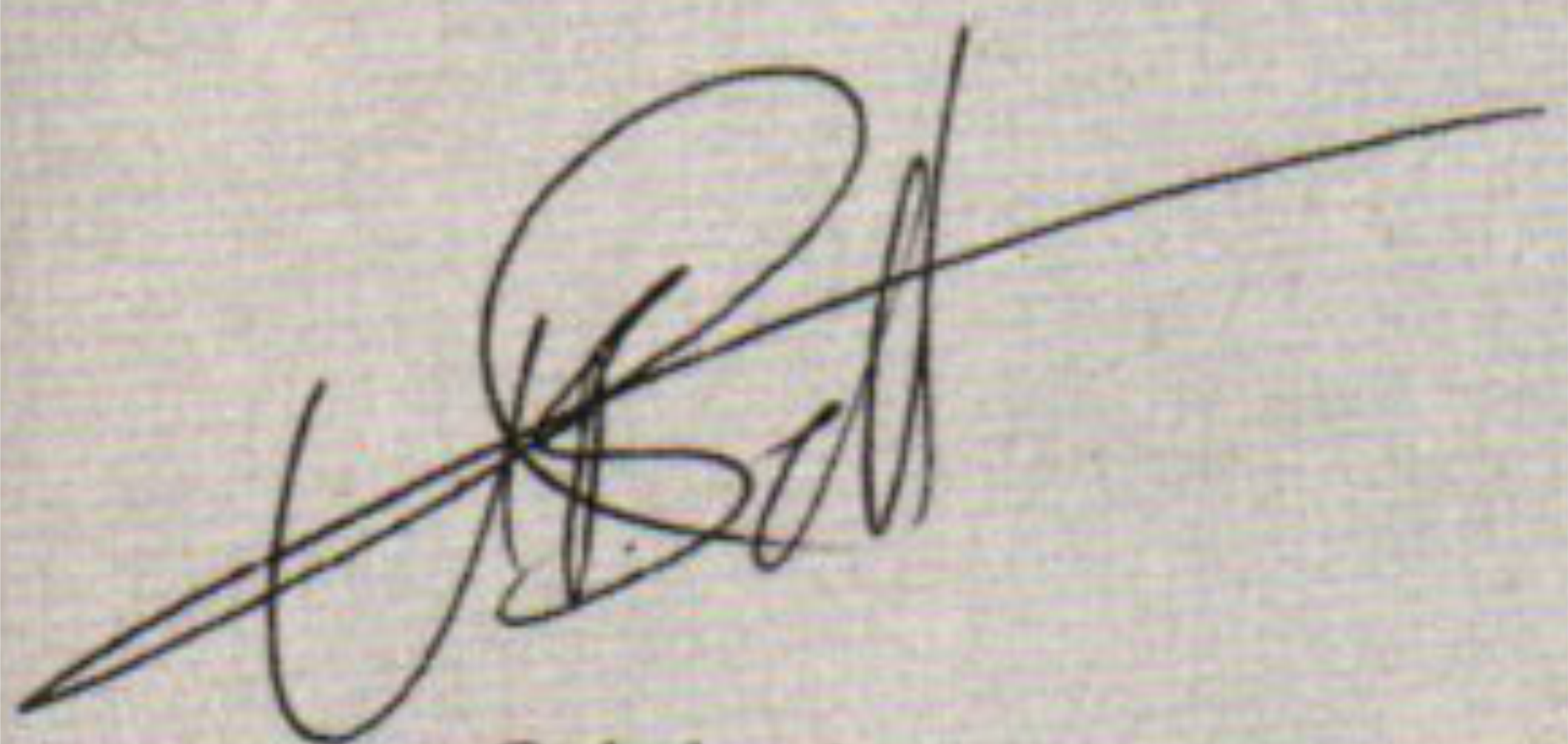
Assinatura de Bolt.

Usain St. Leo Bolt, OJ, OD, OLY (Trelawny, 21 de agosto de 1986) é um ex-velocista jamaicano multicampeão olímpico e mundial nessa modalidade. É o único atleta na história a tornar-se tricampeão em duas modalidades de pista em Jogos Olímpicos de forma consecutiva (100 metros rasos e 200 metros rasos) e bicampeão também de forma consecutiva na modalidade revezamento 4 x 100 metros. É também o único atleta a conquistar oito medalhas de ouro em provas de velocidade, sendo dez vezes campeão mundial.
É considerado o homem mais rápido do mundo, e suas conquistas no atletismo o fizeram ser chamado de Lightning Bolt (relâmpago, raio) pela imprensa internacional. Entre os muitos prêmios que já recebeu, tem como mais expressivos os de Atleta do Ano da IAAF e o Prêmio Laureus do Esporte Mundial de atleta masculino do ano, que recebeu por quatro vezes. Entre as honrarias que recebeu fora do atletismo estão a (OJ) Ordem da Jamaica e a (OD) Ordem de Distinção, outorgadas pelo governo do seu país.
O mais bem pago atleta da história do atletismo recebendo de acordo com a Forbes 20,3 milhões de dólares por ano, ele é considerado por Jacques Rogge, ex-presidente do Comitê Olímpico Internacional, por especialistas e por ex-atletas, como uma lenda viva do esporte e o maior velocista de todos os tempos.
Depois de deixar o atletismo, passou a atuar também como jogador de futebol. Em janeiro de 2019 decidiu abandonar também a carreira de futebolista.

## Carreira

### Início
Nascido numa pequena cidade da Jamaica, seus pais Wellesley e Jennifer Bolt tinham um pequeno mercado na área rural onde ele passava o tempo na rua jogando críquete e futebol com seu irmão Sadiki – ele também tem uma irmã, Shirine. Ainda criança, cursou a escola primária Waldensia, onde começou a demonstrar seu potencial para a velocidade e aos 12 anos era o mais rápido aluno nos 100 metros rasos. Depois de entrar na escola secundária, passou a praticar outros esportes mas seu técnico de críquete notou a velocidade do garoto no campo de jogo e insistiu que ele se dedicasse ao atletismo. A escola já tinha um histórico de sucesso com estudantes anteriores e Bolt passou a ser treinado por um ex-velocista olímpico jamaicano, Pablo McNeil. Ele ganhou sua primeira medalha no campeonato interescolar em 2001, aos 15 anos, uma prata nos 200 metros rasos, com um tempo de 22s04. McNeil se tornou seu primeiro técnico efetivo e a dupla fez uma boa parceria, apesar das reclamações do técnico com a falta de dedicação de Bolt aos treinamentos e sua propensão para brincadeiras quando elas eram indevidas.
Neste mesmo ano de 2001 ele disputou sua primeira competição internacional pela Jamaica, ganhando duas medalhas de prata nos 200 m e nos 400 m da categoria sub-17 dos CARIFTA Games, uma competição regional no Caribe, realizados em Bridgetown, Barbados; nestes Jogos, com 16 anos, marcou 21 s 81 para os 200 m, a que seria sua prova favorita; ele ainda não levava o atletismo nem a si próprio muito a sério e levou essa incorreção a novas alturas quando se escondeu na traseira de uma van quando deveria estar se preparando para as finais dos 200 m; Bolt foi detido pela polícia pela brincadeira e a comunidade local culpou McNeil pelo incidente.
Sua primeira aparição no cenário global foi disputando o Campeonato Mundial Juvenil de Atletismo de 2001, na Hungria, onde não se classificou para a final dos 200 metros mas mesmo assim abaixou sua melhor marca pessoal para 21s73; em 2002, continuou quebrando recordes pessoais vencendo os 100 e os 200 m do Campeonato Júnior de Atletismo do Caribe e América Central em 2002. Foi neste ano que ele começou a ganhar proeminência, ao vencer os 200 m no Campeonato Mundial Juvenil de Atletismo realizado em Kingston, na Jamaica. Com 15 anos e 1,96 m, muito mais alto que seus adversários, venceu em 20s61, O mais jovem medalhista de ouro num campeonato júnior de atletismo. A expectativa da multidão no estádio com seu jovem atleta o deixou tão nervoso que ele colocou as sapatilhas de corrida nos pés trocados; esta experiência, porém, foi reveladora para Bolt que jurou que nunca mais se deixaria afetar por tensões pré-corrida.

### 2003-2008 boom
No ano seguinte, Bolt continuou a ganhar medalhas no CARIFTA, sendo considerado o atleta do torneio depois de ganhar quatro medalhas de ouro e ganhou outra nos 200 m do Campeonato Mundial Juvenil de Atletismo de 2003, marcando 20s40. Seu foco passou a ser apenas esta prova e no mesmo ano igualou o recorde mundial júnior para a distância, marcando 20s13 no Campeonato Pan-americano Júnior de 2003, em Barbados. Esta performance atraiu a atenção da imprensa especializada e suas marcas ,tanto nos 200 quanto nos 400 m, o fizeram ser apontado como um possível sucessor de Michael Johnson; aos 16 anos, seus tempos nestas provas eram superiores aos de Johnson antes dos 20 anos e a marca dos 200 m era melhor que a do velocista americano Maurice Greene, campeão olímpico dos 100 m em Sydney 2000, naquele ano.
Sua popularidade começou a aumentar em seu país, a ponto do Defensor Público da Jamaica, Howard Hamilton, pressionar a Federação Jamaicana para nutri-lo e evitar o desgaste prematuro, chamando-o de "o mais fenomenal velocista que esta ilha já produziu".  A popularidade crescente e as atrações da cidade grande – ele havia se mudado da pequena Trelawny para a capital, Kingston – começaram a fazer efeito sobre o corredor ainda adolescente. Cada vez mais ele perdia a concentração no atletismo e preferia comer fast-food, jogar basquetebol e ir a festas na cidade. Na ausência de um estilo de vida disciplinado, ele se tornou cada vez mais dependente de sua habilidade natural ao invés dos treinamentos para bater seus concorrentes na pista. Mesmo sendo ainda um atleta júnior, foi escalado para disputar o Campeonato Mundial de Atletismo de 2003, em Paris, mas uma conjuntivite no período anterior ao campeonato arruinou seus treinos e a Federação jamaicana o proibiu de participar.
Em 2004, aos 17 anos, Bolt virou profissional e se tornou o primeiro velocista júnior a quebrar os 20s para os 200 m rasos, fazendo 19s93 nas Bermudas. Sua primeira participação olímpica, Atenas 2004, foi, entretanto, arruinada por uma contusão no tendão que o impediu de avançar além das eliminatórias. Universidades americanas lhe ofereceram diversas bolsas de estudo, mas Bolt recusou todas preferindo ficar em sua terra natal. Em 2005, trabalhando com novo técnico, Glen Mills, que lhe fez ter uma atitude mais comprometida e profissional com a carreira, fez sua melhor marca da temporada nos 200m em Crystal Palace, Londres, 19s99. Em 2005, Bolt começou a enfrentar lesões mais constantemente, tendo apenas 18 anos, e que o impediu de realizar o treinamento planejado em sua totalidade. No Campeonato Mundial de Atletismo de Helsinque naquele ano, foi o último na final dos 200 m, sentindo uma contusão durante a prova; mesmo assim, era então o mais novo atleta a correr uma final num Mundial. Passou os anos de 2005 e 2006 melhorando suas marcas e lutando com contusões. Uma destas, na panturrilha, o deixou fora dos Jogos da Commonwealth de 2006. Depois de sua recuperação, sempre focado nos 200 m e recusando os pedidos de seu técnico de que passasse também a tentar os 400 m, começou novamente a vencer, batendo o recorde anterior de Justin Gatlin do meeting de Ostrava, na República Tcheca, e marcando 19s88, recorde pessoal, em Lausanne, na Suíça, numa prova em que chegou em terceiro atrás de Xavier Carter e Tyson Gay.

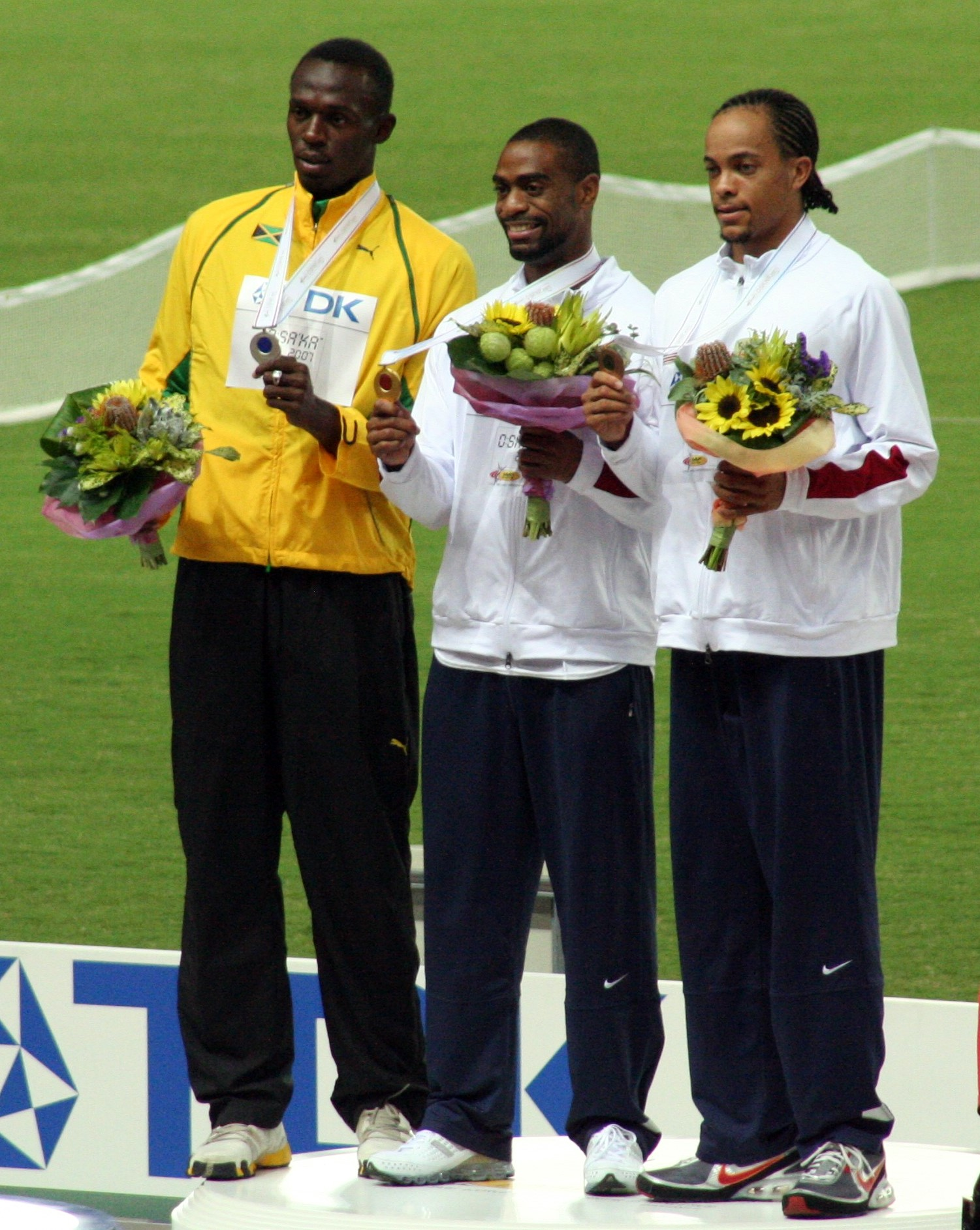
No pódio do Mundial de Osaka 2007, com sua medalha de prata ao lado de Tyson Gay, o campeão mundial dos 200 m, e Wallace Spearmon.

Nesta época, Bolt insistia com seu técnico para correr também os 100 m rasos, com o que Mills não concordava, o achando mais adequado para os sprinters mais longos, 200 e 400 m, mas diante da insistência prometeu que o deixaria disputar os 100 m em provas de nível internacional se ele quebrasse o recorde nacional da Jamaica nos 200 metros – 19s86 – que pertencia a Donald Quarrie desde 1971. Quarrie era o ídolo de Bolt e o campeão olímpico dos 200 m em Montreal 1976. No campeonato nacional jamaicano de atletismo de 2007, Bolt venceu os 200 m em 19s75, quebrando o recorde de 36 anos de Quarrie em 0,11s. Mills cumpriu a promessa e o inscreveu nos 100 m de um meeting em Creta; Bolt venceu em 10s03, derrotando os americanos Leroy Dickson e Wallace Spearmon, e aumentou o entusiasmo pela distância.
No Campeonato Mundial de Atletismo de 2007, em Osaka, Japão, Bolt não disputou os 100 m; competiu nos 200 m e ficou com a medalha de prata, perdendo para Tyson Gay, em seu auge, que também venceu os 100 m; o então maior nome da Jamaica nos 100 m e recordista mundial, Asafa Powell, ficou apenas com o bronze nos 100 m. Bolt não ganhou nenhum grande torneio em 2007 mas seu técnico Mills achou que sua técnica de corrida teve um grande desenvolvimento, com um melhor equilíbrio nas curvas dos 200 m e um aumento na frequência das suas passadas, resultando num maior poder de condução do corpo na pista.

#### Primeiro recorde mundial
A medalha de prata em Osaka despertou em Bolt um maior desejo pela corrida e ele continuou fixado na ideia de correr os 100 m, treinando cada vez mais na distância; em maio de 2008, seu técnico o inscreveu nos 100 m do Kingstown Invitational, na capital jamaicana, e correndo apenas pela segunda vez a distância num torneio profissional ele marcou 9s76, a segunda melhor marca do mundo, atrás apenas do recorde mundial de Powell. Michael Johnson, que acompanhou o torneio, observou como ele tinha melhorado tão rapidamente nos 100 m; menos de um mês depois, no Reebok Grand Prix de Atletismo de Nova York, com uma enorme torcida de jamaicanos empunhando bandeirinhas do país, ele estabeleceu novo recorde mundial para os 100 m – 9s72 – sendo essa apenas sua quinta competição oficial na distância; em junho, abaixou seu tempo pessoal nos 200 m para 19s67, novo recorde jamaicano, em Atenas, Grécia.
Apesar de Mills preferir que Bolt corresse os sprints mais longos – ainda insistia nos 400 m o que atleta recusava – a determinação de Bolt em correr os 100 m e a aquiescência do técnico quanto a isso, acabou funcionando a contento para os dois; Bolt ficou mais focado nas corridas e um planejamento de treinos para aumentar sua velocidade e sua estamina, em preparação para os Jogos Olímpicos, acabou funcionando para as duas distâncias, 100 e 200 m. A confiança de Bolt em si mesmo crescia e ele acreditava que faria um bom papel.

### Pequim 2008

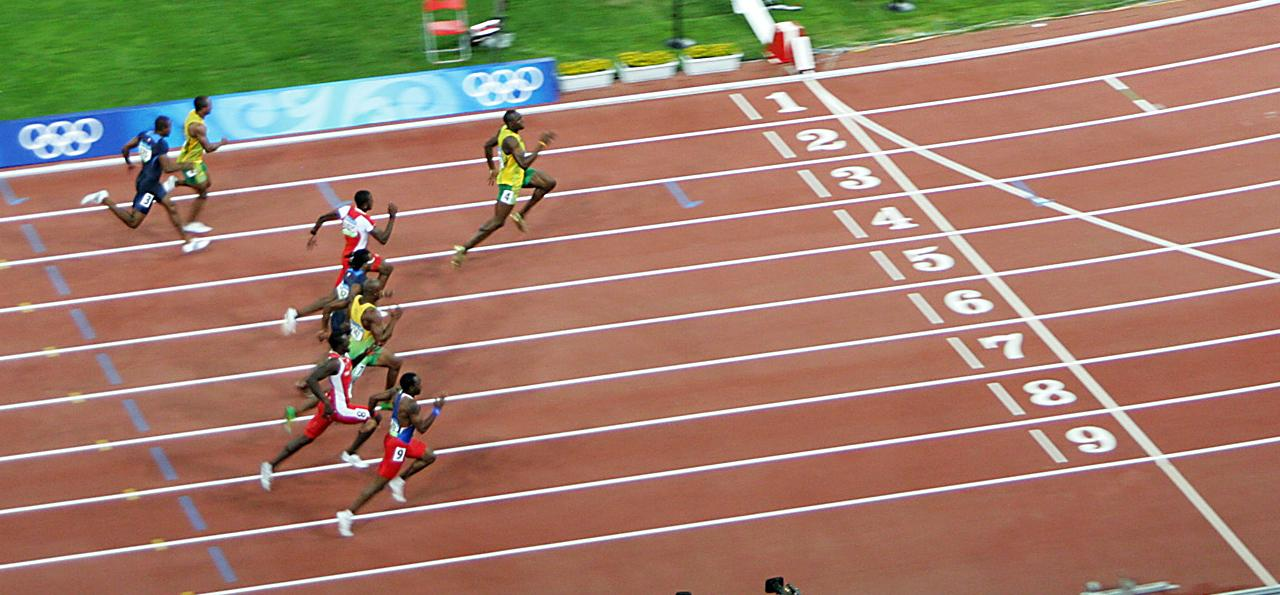
Bolt vencendo os 100 m em Pequim com larga vantagem sobre os adversários e novo recorde mundial.

Bolt anunciou que disputaria aos 100 e os 200 m em Pequim e se tornou o favorito da imprensa especializada para vencer ambos. Michael Johnson, o recordista mundial dos 200 e dos 400 m apoiou a decisão, dizendo não acreditar que a falta de experiência do jamaicano o prejudicasse. Bolt se qualificou para a final dos 100 m fazendo 9s85 na semifinal e venceu a prova com novo recorde mundial, 9.69, primeiro homem abaixo de 9s7, segurando na chegada e batendo no peito, com o cordão da sapatilha desamarrado, muito à frente dos adversários. Seu técnico depois afirmou que, baseado na velocidade de Bolt nos primeiros 60 m, ele poderia ter feito 9s52 para a distância.
Comentários surgiram logo depois de que o gesto de Bolt ao cruzar a chegada, como um desafio, tinham lhe custado um tempo ainda melhor e soaram como desrespeitoso aos demais atletas. Jacques Rogge, o presidente do COI, também achou o gesto desrespeitoso e fora do espírito olímpico. O jamaicano negou as acusações e disse "eu não estava me vangloriando. Quando vi que ninguém me alcançou, eu estava apenas feliz". O presidente da IAAF, Lamine Diack, apoiou Bolt e disse que a celebração era apropriada dada as circunstâncias da vitória. O ministro jamaicano Edmund Bartlett também defendeu seu compatriota: "temos que analisar isto na glória daquele momento dele e dar-lhe isto; ele é um jovem e devemos permitir que ele expresse a sua personalidade jovem".

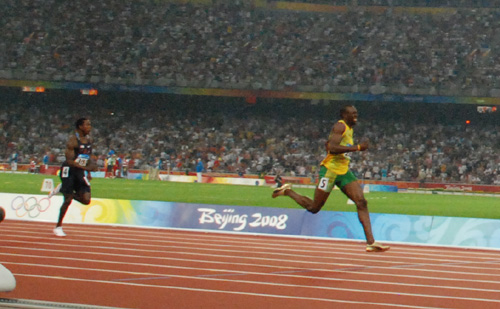
Bolt quebra o recorde mundial dos 200 m no Ninho do Pássaro, Pequim 2008.

Depois da vitória nos 100 m, Bolt se concentrou em conquistar a medalha de ouro nos 200 m, para igualar a vitória dupla nos sprints de Carl Lewis em Los Angeles 1984. Antes da prova Michael Johnson previu que ele ganharia facilmente mas que seu próprio recorde mundial de Atlanta 1996, 19s32, não seria batido por Bolt já ter corrido os 100 metros. Bolt se classificou com facilidade para a final, trotando no fim de suas provas nas eliminatórias e na semifinal. Don Quarrie, o ídolo de Bolt e ex-campeão olímpico da Jamaica, disse estar confiante em que ele quebraria o recorde dos 200 m.
No dia seguinte ele venceu a prova com nova marca mundial de 19s30, com um vento contra de 0,9 m/s; a vitória o transformou no primeiro velocista a ter o recorde mundial dos 100 e 200 m simultaneamente desde Quarrie, o primeiro a fazer isto na era da cronometragem eletrônica e o primeiro a fazer isto numa mesma Olimpíada. Depois da corrida, o sistema de som do Estádio Olímpico de Londres começou a tocar "Parabéns pra você", em homenagem a Bolt que a partir da meia-noite fazia 22 anos.
No último dia do atletismo ele correu a terceira "perna" do revezamento 4x100 m junto com Asafa Powell, Nesta Carter e Michael Frater, e ganhou a terceira medalha de ouro com mais um recorde mundial – 37s10 – que pertencia aos norte-americanos desde Barcelona 1992. Depois das vitórias, ele doou US$ 50 mil dólares para as crianças de província de Sichuan, que haviam sofrido os efeitos do terremoto de Sichuan, ocorrido em maio de 2008.

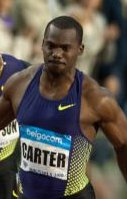
Doping de Nestor Carter desclassificou a Jamaica na prova de revezamento 4 x 100 m.

A sensacional participação de Usain Bolt em Pequim levantou diversas questões sobre o limite de seu potencial e jornalistas saudaram seus feitos como o começo de uma nova era no atletismo, que sofria há anos com escândalos de dopagem. Os anos anteriores a Pequim viram o desenvolvimento do caso BALCO, nos Estados Unidos, com velocistas como Justin Gatlin e Tim Montgomery sendo banidos do esporte e Marion Jones tendo que devolver todas suas medalhas ganhas em Sydney 2000.
Neste ponto, alguns comentaristas esportivos e pessoas envolvidas em casos anteriores de doping levantaram suspeitas sobre as performances de Bolt, o que foi enfaticamente negado pelo técnico Gleen Mills e por Herb Elliot, o médico da equipe de atletismo da Jamaica e ele mesmo um membro da comissão antidoping da Federação Internacional, que desafiou todos a testarem Bolt em qualquer hora ou dia, sem aviso, em qualquer lugar e em qualquer parte do corpo quando quisessem: "ele não gosta de tomar nem vitaminas!".
"Eu estava diminuindo a velocidade bem antes da linha de chegada e não estava realmente cansado. Eu poderia voltar ao começo e correr tudo de novo".
--- Bolt sobre os 100m rasos em Berlim.

#### Devolução das medalhas de ouro na prova de revezamento em Pequim 2008
Quase nove anos depois da prova, em janeiro de 2017, o COI fez uma reanálise das amostras de sangue de um dos atletas da equipe - Nesta Carter - e constatou a existência da substância proibida metilhexaneamina. Isso causou uma reviravolta nos resultados, obrigando a equipe a devolver as medalhas de ouro conquistadas. Bolt devolveu a sua medalha dois dias depois do anúncio da desclassificação. Com a eliminação, o ouro passou a pertencer à equipe de Trinidad e Tobago. A equipe do Japão ficou com a medalha de prata e o Brasil com a medalha de bronze.

### Ciclo olímpico 2008-2012

#### Berlim 2009 e novos recordes mundiais
Depois de competir na Golden League nos meses seguintes aos Jogos Olímpicos, derrotando Asafa Powell nos 100 m e fazendo sua segunda melhor marca nos 200 m – 19s63 – em Lausanne, Suiça, Bolt iniciou o ano de 2009 competindo nos 400 m na Jamaica para aprimorar sua velocidade e venceu duas corridas marcando 45,54 numa competição em Kingston. Em abril ele sofreu pequenas contusões num acidente de automóvel mas recuperou-se rapidamente após sofrer uma pequena cirurgia. Em maio competiu numa prova especial de 150 metros em Manchester, na Inglaterra, e venceu em 14s35, o tempo mais rápido já cronometrado para esta distância. Mesmo sem estar com 100% da forma recuperada, ainda foi campeão nacional da Jamaica nos 100 e 200 m, com 9s86 e 20s25 respectivamente; com isso se classificou para disputar o Campeonato Mundial de Atletismo em Berlim, em agosto.

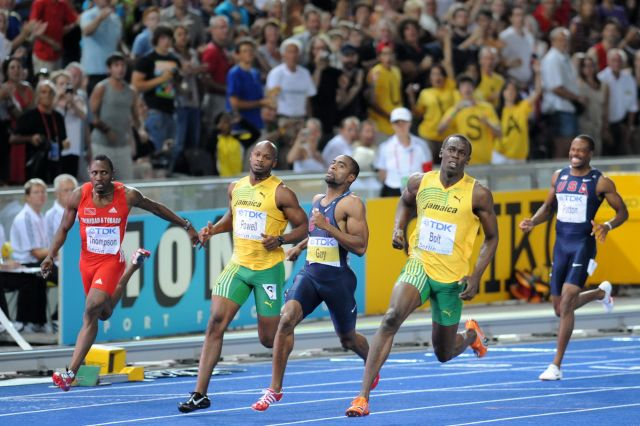
Bolt bate Tyson Gay em Berlim 2009 com novo recorde mundial para os 100 m rasos.

Nas semanas anteriores ao Mundial, seu rival americano Tyson Gay, que vinha fazendo grandes tempos na temporada, declarou que o recorde de Bolt estava ao seu alcance, mas o jamaicano não rebateu preferindo se preocupar apenas com a recuperação do compatriota Asafa Powell, que estava lesionado. Em julho, no tradicional meeting Athletissima na Suíça, ele correu os 200 m em 19s59, o quarto melhor tempo do mundo para a distância e a um centésimo do melhor tempo de Tyson naquele ano.
A final dos 100 m rasos em Berlim foi o primeiro encontro entre Bolt e Gay em 2009 e Bolt venceu a corrida quebrando seu recorde de Pequim com a marca de 9s58; Tyson, em segundo, teve o consolo de estabelecer novo recorde norte-americano para a distância, 9s71; o americano não participou dos 200 m mas pode assistir ao jamaicano quebrar novamente seu recorde, fazendo 19s19 para a distância, 0s11 mais rápido que o recorde anterior e repetindo o feito de dois recordes mundiais num mesmo evento. Sua vitória nos 200 m foi a de maior margem para o segundo colocado, mesmo com outros três adversários correndo em menos de 19s90, algo inédito nesta prova. Mesmo seus adversários diretos ficaram impressionados com Bolt que recebeu cumprimentos na pista de um dos derrotados, Wallace Spearmon, e de atletas de gerações anteriores como Mike Powell, o recordista mundial do salto em distância – 8,95 m em 1991, que declarou ser Bolt o principal candidato a ser o primeiro homem a saltar acima dos nove metros se treinasse a modalidade, dizendo ser o salto em distância um esporte perfeito para o jamaicano pela altura, porte físico e velocidade.
No último dia do Mundial, Bolt e seus companheiros venceram o revezamento 4x100 m com ele acumulando sua terceira medalha mundial de ouro; mesmo não batendo o recorde mundial de Pequim no ano anterior, a marca de 37s31 foi a segunda melhor do mundo e o recorde do campeonato. Neste último dia em Berlim, numa pequena cerimônia, também recebeu do prefeito da cidade, Klaus Wowereit, um pedaço do Muro de Berlim pintado com sua efígie, dizendo que ele tinha mostrado que "as pessoas podem derrubar muros que antes eram considerados intransponíveis"; a peça, de quase três metros de comprimento e duas toneladas, foi enviada para a Jamaica para ser instalada no centro de treinamento de Bolt em Kingston.
"Sempre há limites. Eu não conheço os meus".— Bolt após vencer e quebrar seus próprios recordes mundiais em Berlim 2009.

#### Daegu 2011
Em 2010, depois de duas vitórias no circuito internacional de atletismo, Bolt fez uma tentativa de quebrar a melhor marca mundial de Michael Johnson na pouca disputada distância dos 300 metros, em Ostrava; a tentativa não deu certo, pois além de não quebrar a marca do americano – 30s85, Bolt fez 30s97 debaixo de chuva – ainda desenvolveu uma lesão no tendão de Aquiles. Recuperado um mês depois, derrotou Asafa Powell no Meeting Areva em Paris e foi derrotado por Tyson Gay nos 100 m da etapa da Diamond League em Estocolmo, a segunda derrota em toda sua carreira, no mesmo estádio onde havia perdido para Powell dois anos antes.
Bolt participou do Campeonato Mundial de Atletismo de 2011, em Daegu, na Coreia do Sul, onde deu ao público presente um dos mais frustrantes momentos do atletismo, quando queimou a largada da muito esperada final dos 100 m rasos; sem ele, a prova foi vencida por Yohan Blake. Venceu os 200 m em 19s40 e conquistou uma segunda medalha de ouro e quinta em mundiais, integrando o 4x100 m que quebrou o próprio recorde mundial em 37s04.

### Londres 2012
Antes dos Jogos Olímpicos de Londres, Bolt ficou apenas em segundo lugar nas seletivas jamaicanas, perdendo os 100 e os 200 m para a nova sensação dos sprinters jamaicanos, Yohan Blake, de 21 anos, que também havia feito o melhor tempo do mundo para os 200 m depois de Bolt, 19s26, em 2011 em Bruxelas. Chegou a Londres com sua capacidade de repetir as vitórias de Pequim quatro anos antes posta em duvida pelos analistas. Na final dos 100 m, porém, venceu novamente em 9s63, um tempo melhor que o de Pequim, deixando Blake com a medalha de prata; e repetiu a vitória nos 200 m, com a marca de 19s32, com Blake novamente em segundo e um pódio totalmente jamaicano com Warren Weir em terceiro.

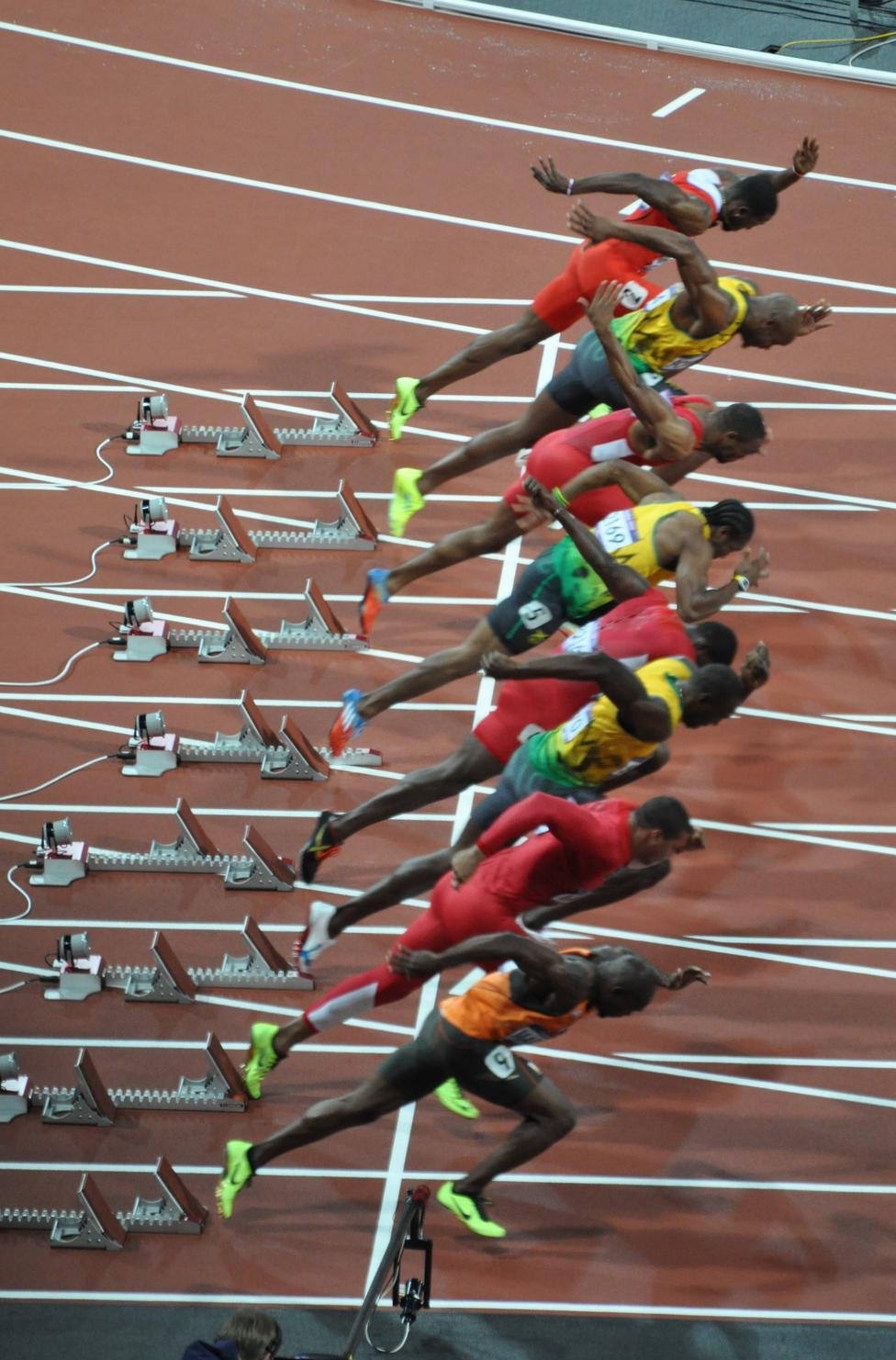
Bolt na largada da final dos 100 m em Londres 2012.

Depois da prova dos 100 m, o velocista trinitino Richard Thompson, sétimo colocado na corrida, declarou que "não havia dúvida de que Bolt era o maior velocista de todos os tempos". O jornal USA Today o comparou a "o herói nacional da Jamaica", observando que sua vitória veio horas antes do início das celebrações do 50 anos da independência da Jamaica do Reino Unido. Com esta vitória, ele se tornou o primeiro atleta bicampeão olímpico dos 100 m rasos desde Carl Lewis em Seul 1988.
Perguntado após suas vitórias sobre sua grandeza como velocista, Bolt colocou-se numa categoria de exceção, ao lado de Muhammad Ali e Michael Jordan em seus respectivos esportes. Jacques Rogge, presidente do COI, disse que ainda era cedo para considerar Bolt uma lenda, seria necessário esperar pelo fim de sua carreira, mas concordou mais tarde com o adjetivo e com ser ele o maior velocista de todos os tempos.
No último dia do atletismo, Bolt integrou o revezamento 4x100 m jamaicano, com Yohan Blake, Michael Frater e Nesta Carter, conquistando sua terceira medalha de ouro nos Jogos, repetindo Pequim, que quebrou o próprio recorde mundial em 36s84, o primeiro revezamento dos 100 m abaixo dos 37 segundos. Depois da prova, comemorou fazendo o "Mobot", a comemoração típica do campeão olímpico britânico dos 5 mil e 10 mil metros Mo Farah, em contraponto a seu "raio".
"Eu hoje sou uma lenda. E também sou o maior atleta vivo."— Bolt após suas vitórias em Londres 2012.

### Ciclo olímpico 2012-2016
Depois de uma derrota para Justin Gatlin no Golden Gala de Roma em junho de 2013, Bolt competiu no 2013 London Anniversary Games, evento em Londres em comemoração a um ano dos Jogos e venceu os 100 m em 9s85; no Campeonato Mundial de Atletismo de 2013, em Moscou, recuperou o título de homem mais rápido do mundo derrotando Gatlin nos 100 m em 9s77; no mesmo Mundial ganhou também os 200 m em 19.66  e o 4x100 m com a equipe jamaicana, o que fez dele o mais bem sucedido atleta nos 30 anos do Campeonato Mundial. No fim do ano, foi escolhido Atleta Masculino do Ano da IAAF pela sexta vez.

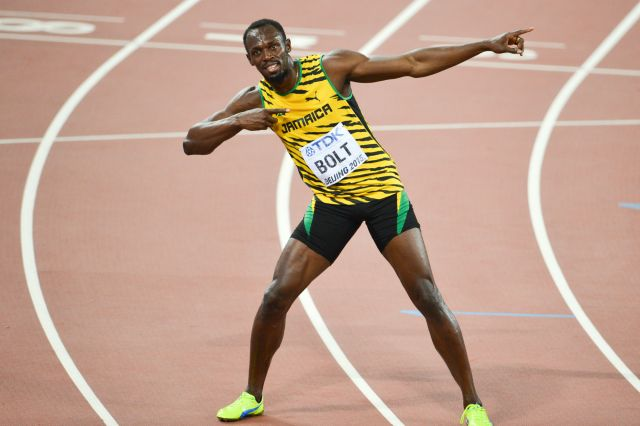
Bolt e sua famosa pose de raio após as vitórias.

Em março de 2014 ele sofreu uma contusão muscular que o impediu de treinar por nove semanas, após sofrer uma pequena cirurgia; parcialmente recuperado, competiu nos Jogos da Comunidade Britânica em Glasgow, Escócia, apenas no 4x100 m, em ""consideração aos fãs, e que eles esperassem dele grandes feitos nos anos seguintes". A equipe jamaicana venceu a prova com novo recorde da KCommonwealth em 37s58. Em agosto, ele quebrou extraoficialmente o recorde mundial dos 100 m indoor, marcando 9s98 em Varsóvia na Polônia, e encerrou sua temporada para se preparar melhor fisicamente para o ano seguinte. Num ano marcado por lesões que impediram resultados consistentes, sua única outra competição foi no Rio de Janeiro, disputando o Mano a Mano na Praia de Copacabana, que mais uma vez venceu em 10s06.
Em 2015 voltou para seu sexto Campeonato Mundial de Atletismo, em Pequim, China, no mesmo Ninho do Pássaro onde tinha aparecido para o mundo sete anos antes; repetindo os feitos de Berlim 2009 e Moscou 2013, ganhou três medalhas de ouro nos 100 m e 200 m (novamente derrotando o norte-americano Justin Gatlin, que era o favorito pelos tempos conseguidos ao longo do ano) e 4x100 m – em Daegu 2011 deixou de ganhar apenas nos 100 m por ter queimado a largada na final – somando um total geral de 11 medalhas de ouro, o maior campeão mundial de atletismo da história.
Poucos dias depois do campeonato, deu por encerrada sua temporada de 2015 ainda em setembro, desistindo de disputar a prova dos 200 m na etapa belga da Diamond League, preferindo descansar e começar a se preparar para defender seus títulos olímpicos na Rio 2016.

### Rio 2016

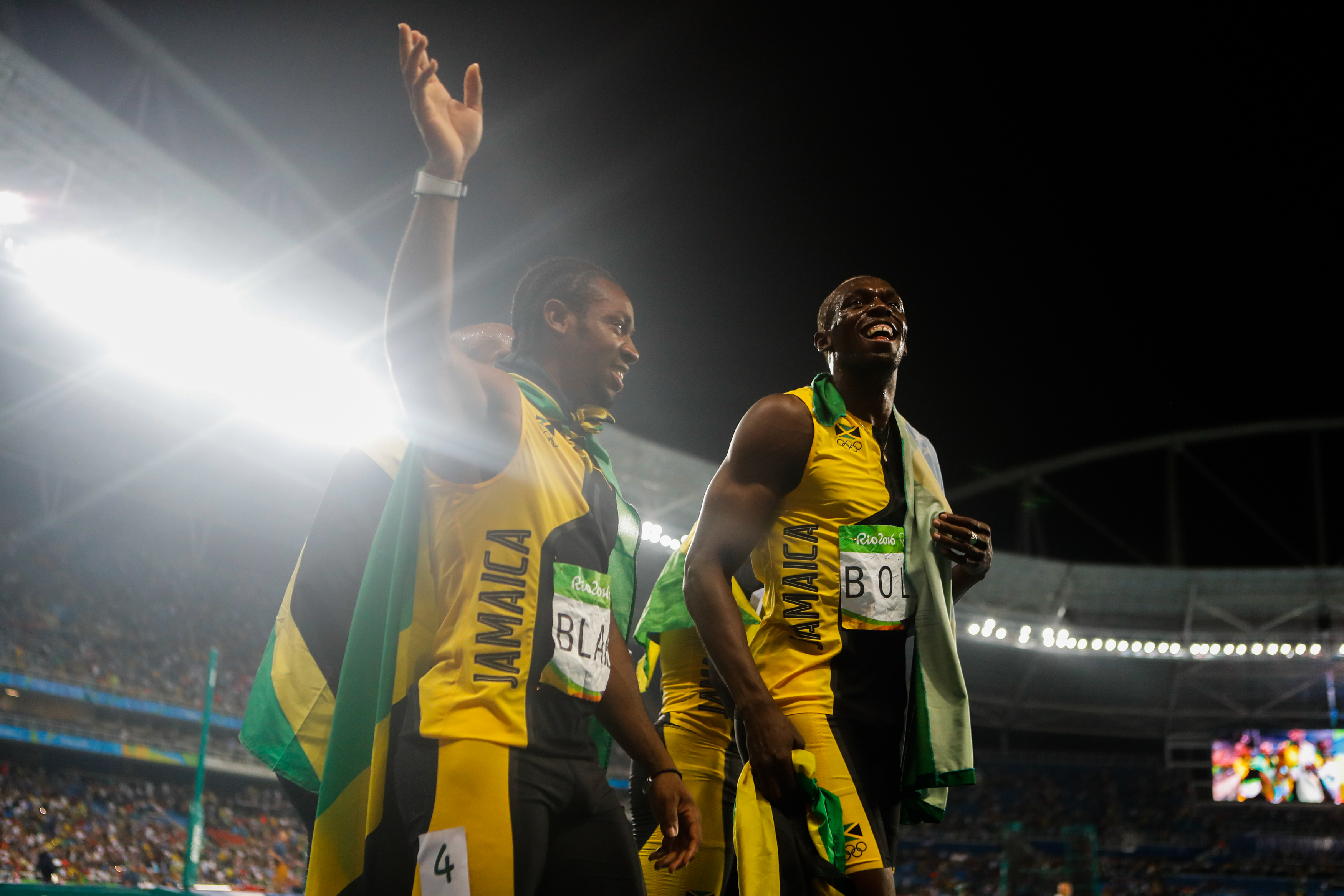
Ao lado da equipe, Bolt comemora sua última medalha olímpica, no Estádio Nilton Santos pelas Olimpíadas Rio 2016

Após sofrer lesão muscular nas classificatórias jamaicanas, muitas dúvidas foram levantadas a respeito de sua condição física. Incluído na equipe por decisão do Comitê Olímpico da Jamaica, Bolt começou um tratamento imediatamente para poder participar das Olimpíadas Rio 2016.
Chegou ao Rio de Janeiro como o maior vendedor de ingressos para o atletismo em seus dias de competição, disputou os 100 m rasos, os 200 m rasos e o revezamento 4x100 m com a equipe jamaicana e venceu em todas as três modalidades como nos dois Jogos anteriores, levando ouro nos 100 m – 9s81 – ouro nos 200 m – 19s78 – e ouro no 4x100 m – 37s27 – sem conseguir quebrar novamente nenhum de seus recordes mas fazendo história ao se tornar o primeiro tricampeão olímpico consecutivo nas três modalidades.

### Mundial de Atletismo de 2017
No Campeonato Mundial de Atletismo de 2017, Bolt conquistou uma medalha de bronze nos 100 metros, com a marca de 9s95. Em dez anos, foi a primeira vez que Bolt não foi o vencedor nesta modalidade em olimpíadas e campeonatos mundiais.

### Melhores marcas
| Prova             | Marca em Segundos | Local      | País            | Data           | Recorde         | Nota |
| ----------------- | ----------------- | ---------- | --------------- | -------------- | --------------- | --- |
| 100 metros        | 9,58              | Berlim     | Alemanha        | 16 agosto 2009 | Recorde mundial | Campeonato Mundial de Atletismo |
| 100 metros indoor | 9,98              | Varsóvia   | Polónia         | 23 agosto 2014 |                 | melhor marca mundial extra-oficial. A IAAF só reconhece recordes mundiais indoor para os 60 m.                                        |
| 150 metros        | 14,35             | Manchester | Reino Unido     | 17 maio 2009   |                 | melhor marca extra-oficial. A IAAF não reconhece recordes nesta distância.                                                            |
| 200 metros        | 19,19             | Berlim     | Alemanha        | 20 agosto 2009 | Recorde mundial | Campeonato Mundial de Atletismo |
| 300 metros        | 30,97             | Ostrava    | República Checa | 27 maio 2010   |                 | segunda melhor marca do mundo na distância, atrás apenas dos 30,85 de Michael Johnson. A IAAF não reconhece recordes nesta distância. |
| 400 metros        | 45,28             | Kingston   | Jamaica         | 5 maio 2007    |                 | |
| 4x100 metros      | 36,84             | Londres    | Reino Unido     | 11 agosto 2012 | Recorde mundial | Jogos Olímpicos, junto com Yohan Blake, Michael Frater e Nesta Carter                                                                 |

### Principais resultados
2016
Ouro – Jogos Olímpicos – 100 m – Rio de Janeiro
Ouro – Jogos Olímpicos – 200 m – Rio de Janeiro
Ouro – Jogos Olímpicos – 4x100 m – Rio de Janeiro
2015
Ouro – Campeonato Mundial de Atletismo – 100 m – Pequim
Ouro – Campeonato Mundial de Atletismo – 200 m – Pequim
Ouro – Campeonato Mundial de Atletismo – 4x100 m – Pequim
2014
Ouro – Jogos da Commonwealth – 4x100 m – Glasgow
2013
Ouro – Campeonato Mundial de Atletismo – 100 m – Moscou
Ouro – Campeonato Mundial de Atletismo – 200 m – Moscou
Ouro – Campeonato Mundial de Atletismo – 4x100 m – Moscou
2012
Ouro – Jogos Olímpicos – 100 m – Londres
Ouro – Jogos Olímpicos – 200 m – Londres
Ouro – Jogos Olímpicos – 4x100 m – Londres 
Ouro – Diamond League – 100 m – venceu as etapas de Roma, Oslo e Bruxelas
2011
Ouro – Campeonato Mundial de Atletismo – 200 m – Daegu
Ouro – Campeonato Mundial de Atletismo – 4x100 m – Daegu 
2009
Ouro – Campeonato Mundial de Atletismo – 100 m – Berlim 
Ouro – Campeonato Mundial de Atletismo – 200 m – Berlim 
Ouro – Campeonato Mundial de Atletismo – 4x100 m – Berlim
2008
Ouro – Jogos Olímpicos – 100 m – Pequim 
Ouro – Jogos Olímpicos – 200 m – Pequim 
Ouro – Reebok Grand Prix de Atletismo – 100 m – Nova York 
2007
Prata – Campeonato Mundial de Atletismo – 200 m – Osaka
Prata – Campeonato Mundial de Atletismo – 4x100 m – Osaka
2005
Ouro – Campeonato de Atletismo da América Central e Caraíbas-CAC – 200 m – Nassau
2003
Ouro –  Campeonato Mundial Juvenil de Atletismo – 200 m – Sherbrooke
2002
Ouro –  Campeonato Mundial Júnior de Atletismo – 200 m – Kingston
Ouro –  Campeonato Mundial Júnior de Atletismo – 4x100 m – Kingston 
Ouro –  Campeonato Mundial Júnior de Atletismo – 4x400 m – Kingston 

## Vida pessoal
Católico, solteiro e sem filhos, após suas vitórias na Rio 2016 Bolt propôs casamento – aceito – à sua namorada, a modelo jamaicana Kasi Bennett, que conheceu num baile de gala em 2013, durante viagem de férias do casal à ilha de Bora Bora, no Tahiti. Patrocinado pela Puma desde 2002, que confecciona sapatilhas de corrida especiais e únicas para ele, escreveu um livro autobiográfico em 2010, My Story: 9.58: Being the World's Fastest Man, publicado pela editora britânica HarperCollins.

### Cinebiografia
Um documentário esportivo biográfico baseado na carreira de Bolt foi lançado em 28 de novembro de 2016 no Reino Unido e depois mundialmente. I Am Bolt, produzido por Leo Pearlman e codirigido por Benjamin Turner e Gabe Turner, relata as conquistas esportivas do atleta, os incidentes ao longo de sua carreira, e momentos de sua vida pessoal. Participam do documentário, Pelé, Neymar, Serena Williams, Asafa Powell e outras personalidades do mundo esportivo.

### COVID-19
Depois de ter organizado e participado de uma festa de seu aniversário em agosto de 2020, Bolt testou positivo para o vírus da COVID-19. Na festa havia mais de vinte pessoas, o que era proibido pelas autoridades, por causa da pandemia do novo coronavírus, e alguns estavam sem máscara de proteção, de uso obrigatório em eventos com aglomeração de pessoas.

## Prêmios
- IAAF World Athlete of the Year – 2008, 2009, 2011, 2012, 2013, 2016 [75]
- Prêmio Laureus do Esporte Mundial – 2009, 2010, 2013, 2017 [76]
- Track & Field News Athlete of the Year – 2008, 2009
- L'Équipe Champion of Champions – 2008, 2009, 2012 [77]
- Jamaica Sportsman of the Year: 2009, 2010, 2012, 2013 [78]

## Honrarias
- Em outubro de 2008, recebeu do governo jamaicano a condecoração Ordem de Distinção, no grau de Comandante, o que lhe outorga o direito de usar as iniciais OD em seguida a seu nome.[79]
- Em 2009, aos 23 anos de idade, Bolt foi o mais jovem cidadão jamaicano a ser condecorado com a Ordem da Jamaica, uma das maiores distinções de seu país. A medalha lhe foi conferida por "excelentes serviços no campo do atletismo a nível internacional". No sistema de honrarias da Jamaica, a comenda equivale ao grau de Cavaleiro no sistema honorífico britânico e lhe confere o direito de usar o título "O Honorável" à frente de seu nome e as iniciais OJ em seguida de seu nome.[79]

## Encerramento da carreira como velocista
Bolt encerrou a carreira de velocista em agosto de 2017, aos trinta anos. No entanto, não conseguiu concluir sua última prova disputada no Mundial de Atletismo de Londres, não completando os últimos cem metros do revezamento 4 x 100 metros, devido a uma cãibra no músculo posterior da coxa esquerda.

## Outros esportes
Críquete foi o primeiro esporte praticado por Bolt na juventude, e só tornou-se um velocista por sugestão do seu treinador na época, segundo declarou em entrevista à BBC. Bolt também é fã do time de futebol inglês Manchester United, declarando-se fã do atacante holandês Ruud van Nistelrooy, tendo sido convidado especial do clube para assistir à partida final da UEFA Champions League, em maio de 2011 em Londres. Naquele evento, declarou que gostaria de atuar pelo clube depois da sua aposentadoria.
Em 2013, Bolt jogou basquetebol no NBA All-Star Weekend Celebrity Game, uma exibição anual de basquetebol realizado pela NBA, em que atuam jogadores aposentados da liga norte-americana, jogadoras da liga feminina WNBA, atores, músicos e atletas de outros esportes, além do basquete. O velocista marcou dois pontos, mas reconheceu que outras habilidades de basquete estavam faltando.

### Testes no futebol profissional
Em uma entrevista concedida em novembro de 2016 ao jornalista inglês Decca Aitkenhead, do periódico The Guardian, Bolt afirmou que gostaria de atuar no futebol profissional depois de se aposentar do atletismo, reiterando seu desejo de jogar pelo Manchester United se tivesse uma chance, e acrescentou: "Para mim, se eu pudesse jogar pelo Manchester United, seria como um sonho se tornando realidade".
Em 2018, depois de treinar com o time norueguês Strømsgodset, Bolt jogou pelo clube como atacante em um amistoso contra a seleção de futebol sub-19 da Noruega. Ele usava o número "9,58", em alusão ao seu recorde mundial de 100 m.
Em agosto de 2018, Bolt foi contratado pelo clube de futebol Central Coast Mariners da Austrália, para um período de testes. Ser futebolista profissional depois do encerramento da carreira nas pistas era um sonho do atleta. Além do norueguês Strømsgodset, Bolt já havia tentado, sem sucesso, a nova carreira no alemão Borussia Dortmund, no sul-africano Sundowns. Em 12 de outubro de 2018, em um jogo amistoso preparatório para liga principal do campeonato australiano, que marcou a sua estreia como titular na equipe do Central Coast Mariners, Usain Bolt marcou dois gols na vitória por 4 a 0 sobre o Macarthur South West United. Em janeiro de 2019 resolveu abandonar a carreira de futebolista, declarando que "foi divertido enquanto durou", despedindo-se assim do seu segundo esporte.